# Boheme (Deep Forest)
Boheme  è il secondo album registrato in studio dei Deep Forest. Pubblicato nel 1995, il disco, vincitore nel 1996 del Grammy Award for the Best World Music Album, è stato venduto in oltre 4 milioni di copie.

L'album è ispirato alle tradizioni musicali dell'Europa orientale specialmente della Boemia (da cui il titolo), dell'Ungheria, della Romania, della Bulgaria e della Russia, ma non mancano citazioni riferite alle sonorità della Mongolia e perfino a quelle degli aborigeni di Taiwan.

## Tracce
1. Anasthasia – 1:48
2. Bohemian Ballet – 5:15
3. Marta's Song (feat. Márta Sebestyén) – 4:12
4. Gathering – 4:38
5. Lament – 3:09
6. Bulgarian Melody – 3:08
7. Deep Folk Song – 1:14
8. Freedom Cry – 3:17
9. Twosome – 4:06
10. Cafe Europa – 4:17
11. Katharina – 2:53
12. Boheme – 4:36
13. While the Earth Sleeps (feat. Peter Gabriel) (European edition bonus track) – 6:22